# Ann Jebb
Ann Jebb (née Torkington ; 1735 - 1812) est une réformatrice politique et écrivaine radicale anglaise.

## Biographie
Elle est née à Ripton-Kings, dans le Huntingdonshire, de Dorothy Sherard (elle-même fille de Philip Sherard (2e comte de Harborough)) et de James Torkington (vicaire de l'Église d'Angleterre.). Elle grandit dans le Huntingdonshire et fait probablement ses études à la maison.
Elle épouse le réformateur religieux et politique John Jebb en 1764 et partage pleinement ses idéaux. Quand ils se marient, il enseigne à Cambridge et elle développe une réputation dans les cercles universitaires. Anne Plumptre est parmi ses amis. Son écriture prend souvent la forme de lettres, signées du nom de plume « Priscilla », comme la série qu'elle écrit au London Chronicle (1772-1774) lors du mouvement de 1771 pour abolir la souscrption universitaire et cléricale aux Trente-neuf Articles. Par la suite, en 1775, John Jebb démissionne de son poste d'église, avec le plein soutien d'Ann ; John étudie la médecine et le couple déménage ensuite à Londres, où ils sont impliqués dans un certain nombre de causes réformistes telles que l'extension du droit de vote, l'opposition à la guerre avec l'Amérique, le soutien à la Révolution française, l'abolitionnisme et la fin de la discrimination légale contre les catholiques. Après être devenue veuve en 1786, elle reste à Londres et continue à être politiquement active. Jamais robuste, elle meurt en 1812 et est enterrée avec son mari.
Ses écrits sont publiés dans le London Chronicle, le Whitehall Evening Post et le Monthly Repository, ainsi que dans des brochures et des tracts. Souvent attaquée pour ses vues politiques, elle a la particularité d'avoir été mentionnée par Richard Polwhele dans The Unsex'd Females.